# Psychotria sycophylla
Psychotria sycophylla là một loài thực vật có hoa trong họ Thiến thảo. Loài này được (K.Schum.) E.M.A.Petit miêu tả khoa học đầu tiên năm 1964.